# Marquinhos (labdarúgó, 1999)
José Marcos Costa Martins (Cajari, 1999. október 23. –), ismert nevén Marquinhos, brazil labdarúgó, az orosz Szpartak Moszkva játékosa.

## Pályafutása

### Klubcsapatokban
Marquinhos a brazil Atlético Mineiro akadémiáján nevelkedett,  a klub színeiben 2017 júniusában egy Chapecoense elleni mérkőzésen mutatkozott be a brazil élvonalban. 2020-ban brazíliai Mineiro állami bajnok lett. 2021 és 2022 között kölcsönben  a bolgár élvonalbeli Botev Plovdiv játékosa volt.

#### Ferencváros
2022-ben a magyar rekordbajnok Ferencvároshoz igazolt. 2022. április 9-én lőtte az első NB I-es gólját a Debreceni VSC ellen 3–0-ra megnyert mérkőzésen. 2023. február 1-jén a Paks elleni idegenbeli bajnoki meccsen az 55 percben állt be csereként (amikor 1–0-ra vezetett még a hazai csapat), majd a 77. és a 83. percben is gólpasszt adott csapattársainak.

#### Szpartak Moszkva
2024. augusztus 3-án hároméves szerződést írt alá az orosz Szpartak Moszkva csapatával. Marquinhos hosszú tárgyalások után került Oroszországba, ahol együtt dolgozhatott Dejan Sztankoviccsal, akivel a korábban Ferencvárosnál végzett közös munkát. A brazil játékos 21 meccsen kapott szerepet a Szpartak Moszkvában, és bár az első bajnoki gólja még várat magára, öt gólpasszt már jegyzett az ősszel.

## Sikerei, díjai

### Klubcsapatokban
Atlético Mineiro
- Campeonato Mineiro (1): 2020

 Ferencváros
- Magyar bajnok (3): 2021–22,[6] 2022–23,[7] 2023–24
- Magyar kupagyőztes (1): 2022[8]
- Magyar kupa ezüstérmes (1): 2024[9]